# Lord Deputy d'Irlande

## Origine
Le Lord Deputy  était le représentant du Roi et le chef de l’exécutif en Irlande  pendant la Seigneurie d'Irlande et le Royaume d'Irlande. Il exerçait le pouvoir effectif notamment lorsque le titre de Lord Lieutenant d'Irlande était accordé à des princes du sang ou à d'autres grands personnages à titre honorifique. À partir de la fin du XVIIe siècle seuls subsistent les titres de Lord Lieutenant d'Irlande et le Lord Justice.

## Liste des Lord Deputy d'Irlande
- John Grey (1427-1428);
- Richard Talbot (1436-1438) & (1445-1449);
- James Butler (1440-1442), (1450-1452), Comte de Wiltshire ;
- Edouard FitzEustace (1452-1453);
- Thomas FitzGerald, 7e comte de Kildare (1454,1455), (1460) & (1468-1475);
- Thomas FiztGerald, 7e comte de Desmond (1463-1467) exécuté en 1468;
- Gerald FitzGerald (1478 -1492) (1496 -1513), 8e comte de Kildare;
- Walter Fitz-Simon, archevêque de Dublin (1492-1493);
- Robert Preston Lord Gormanston (1493-1494);
- Édouard Poynings (1494-1496);
- Gerald FitzGerald, 9e comte de Kildare (1513-1520), (1524-1527) & (1532-1534) ;
- Piers Butler 8e comte d'Ormond (1523-1524);
- Richard Nugent Lord Delvin (1527-1528);
- William Skeffington (1530-1532);
- Leonard Grey, 1er vicomte Grane (1536-1540);
- Anthony St Leger (1540-1546);
- Edward Bellingham (1548 - 1549)
- Lord Justices (1549 - 1550)
- Anthony St Leger (1550 - 1551)
- James Croft (1551 - 1552)
- Lord Justices (1552 - 1553)
- Anthony St Leger (1553 - 1556)
- Thomas Radclyffe (3e comte de Sussex) (1556-1560);
- Sir Henry Sidney (1565-1567) puis (1568-1571);
- William FitzWilliam (1571-1575)  (1588–1594);
- Arthur Grey (14e baron Grey de Wilton) (1580 -1582);
- Sir John Perrot (1582-1588);
- William Russell, 1er baron Russell de Thornhaugh (1594–1597);
- Thomas Burgh, 7e baron Strabolgi (1597);
- Charles Blount, 1er comte du Devonshire (1600-1603) (Lord Lieutenant 1603 -1604);
- Sir Arthur Chichester (1604-1616);
- Henry Cary (1er vicomte Falkland) (1616-1629);
- Thomas Wentworth, 1er comte de Strafford (1632-1641);
- Christopher Wandesford (1640);
- Robert Sidney (2e comte de Leicester) (1640-1643) (Lord Lieutenant);
- Henry Ireton (1650 - 1651);
- Ulick Burke 1er marquis de Clanricard (1650-1651);
- Lambert (1651-1653);
- Charles Fleetwood (1652-1657);
- Henry Cromwell (1657-1658) (Lord Lieutenant 1658 -1659);
- Edmund Ludlow (1659-1660);
- Thomas Butler comte d'Ossory (1664-1665) & (1668-1669);
- Richard Talbot (1687-1688), 1er comte de Tyrconnell ;
- Richard Butler comte d'Aran (1682);
- Henry Lord Capel (1695), dernier Lord Deputy.

## Sources
- Stokvis, Anthony Marinus Hendrik Johan.  Manuel d'histoire, de généalogie et de chronologie de tous les états du globe, depuis les temps les plus reculés jusqu'à nos jours.  préf. H. F. Wijnman. - Israël, 1966